# Luis Machado (calciatore 1991)
Luis Enrique Machado Mora (Paysandú, 22 dicembre 1991) è un calciatore uruguaiano, attaccante del Tacuarembó.

## Caratteristiche tecniche
È una punta centrale.

## Carriera

### Club
È cresciuto nelle giovanili del Tacuarembó.

### Nazionale
Con la nazionale Under-20 uruguaiana ha disputato il campionato sudamericano 2011.

## Palmarès

### Competizioni nazionali
- Segunda División Profesional de Uruguay: 1

El Tanque Sisley: 2016